# Bacidia campalea
Bacidia campalea är en lavart som först beskrevs av Edward Tuckerman, och fick sitt nu gällande namn av S. Ekman & Kalb. Bacidia campalea ingår i släktet Bacidia och familjen Ramalinaceae.   Inga underarter finns listade i Catalogue of Life.